# Exonomasis exolescens
Exonomasis exolescens är en fjärilsart som beskrevs av Edward Meyrick 1926. Exonomasis exolescens ingår i släktet Exonomasis och familjen äkta malar. Inga underarter finns listade i Catalogue of Life.